# Les Robots de l'aube
Les Robots de l'aube (titre original : The Robots of Dawn) est un roman de science-fiction d'Isaac Asimov publié en 1983, venant après Les Cavernes d'acier et Face aux feux du soleil dans le cycle des robots.

## Résumé
Elijah Baley, enquêteur terrien (dont la première enquête est narrée dans Les Cavernes d'acier et la seconde dans Face aux feux du soleil) est depuis deux ans un héros mal dépeint à son goût à la suite de sa réussite dans Face aux feux du soleil. Il est désormais de grade C-7 et en use pour former un groupe de personnes capables de vivre à l'« Extérieur » (les Terriens, à force de vivre sous terre, sont devenus agoraphobes). Ainsi, il tente de préparer ces personnes (parmi lesquelles se trouve son fils Bentley) à quitter la Terre pour coloniser d'autres planètes.
Il est alors de nouveau chargé d'une enquête difficile. Il est envoyé sur Aurora pour élucider le « roboticide » de l'un des deux seuls robots humanoïdes (robots à l'apparence humaine) jamais fabriqués, R. Jander Panell. Le second, R. Daneel Olivaw, sera de nouveau son assistant au cours de cette enquête. Ici, son travail consistera également à le protéger, sur une planète dont les habitants n'apprécient que très peu sa présence.
Le robot a visiblement été « tué » par « gel mental », l'induction dans ses circuits logiques d'une contradiction insoluble, ce qui provoque irrémédiablement l'arrêt d'un robot positronique. Or la seule personne capable de provoquer ce gel mental, n'est autre que le concepteur de Jander : le Docteur Fastolfe, qui jure être le seul capable de le faire, mais qui nie l'avoir fait.
Les deux seuls robots humanoïdes sont l'œuvre d'un roboticien de génie, le docteur Han Fastolfe (et du docteur Sarton, dont l'assassinat à Spacetown est l'objet du roman Les Cavernes d'acier). De plus, celui-ci est le principal (et l'un des rares) Spaciens à espérer que les Terriens prendront de nouveau la voie de l'espace pour s'étendre pour la seconde fois dans la galaxie, jugeant que les mondes spaciens sont en stagnation, voire sur le déclin.
Elijah Baley est cette fois-ci demandé directement par Aurora et son Président qui suit une idée du roboticien. Les intérêts de la Terre et d'Aurora, le premier et le plus puissant des mondes spaciens, sont en jeu. En effet, Fastolfe est la cible d'un groupement politique, les globalistes, qui veulent ensemencer la galaxie de robots humanoïdes dans le but de reproduire sur toutes les nouvelles planètes colonisées la société d'Aurora.

## Le Monde
La troisième partie des aventures d'Elijah Baley, Les robots de l'aube, se déroule sur la planète Aurora, la planète la plus puissante des mondes spaciens, et où les mœurs sont bien différentes de celles qui règnent dans les cavernes d'acier terriennes ou sur Solaria, les deux mondes qu'Asimov a fait découvrir dans les deux précédents livres.

## Personnages
- Elijah Baley : un détective de police terrien. Il est appelé à résoudre l'affaire Aurora.
- Jezebel "Jessie" Baley : la femme d'Elijah (mentionnée seulement).
- Bentley Baley : le fils d'Elijah.
- Gladia Delmarre : une femme que Baley a rencontrée sur Solaria, qui vit maintenant sur Aurora. Elle a emprunté à Fastolfe le robot humanoïde Jander Panell maintenant détruit.
- Wilson Roth : le nouveau commissaire et patron de Baley depuis la démission de Julius Enderby deux ans et demi avant les événements du livre.
- Lavinia Demachek : Sous-secrétaire au ministère de la Justice terrestre.
- Albert Minnim : supérieur de Lavinia (mentionné seulement).
- Han Fastolfe : un politicien d'Aurora qui est accusé par des extrémistes d'avoir détruit un robot humaniforme. En tant que principal roboticien théorique sur Aurora, c'est lui qui a programmé Daneel, avec quelque 56 autres robots qui l'aident dans sa maison. Il a deux filles et est un humaniste (celui qui croit que tous les êtres humains ont le droit d'explorer la galaxie).
- R. Daneel Olivaw : robot humanoïde ex-coéquipier de Baley, il est la première création humaniforme réussie de Fastolfe.
- R. Giskard Reventlov : un robot que Baley rencontre sur le chemin d'Aurora. Construit par Fastolfe, il est le robot bras droit de son créateur.
- Jander Panell : le robot humanoïde qui a été détruit sur Aurora. Appartenant à l'origine à Fastolfe, il a été prêté à Gladia Delmarre.
- Roj Nemennuh Sarton : le créateur de Daneel. Il a été assassiné sur Terre (mentionné seulement).
- Fanya : l'épouse actuelle de Fastolfe (mentionné seulement).
- Pandion : un robot au service de Gladia.
- Borgraf : un robot au service de Gladia.
- Vasilia Aliena : la fille de Fastolfe, qu'il a élevé lui-même contre la coutume auroraine. Elle est roboticienne professionnelle et fait partie de l'Institut de robotique d'Aurora contre Fastolfe.
- Lumen : la fille de Fastolfe avec qui il a peu de contacts. Elle se présente aux élections politiques sur un ticket mondialiste, un parti qui croit que les Aurorains méritent la Galaxie. (mentionné seulement)
- Santirix Gremionis : un Aurorain qui s'est offert à plusieurs reprises à Gladia. Il est créateur de cheveux et de vêtements et a été interrogé par Baley.
- Brundij : un robot au service de Gremionis.
- Kelden Amadiro : le directeur de l'Institut de robotique d'Aurora.
- Maloon Cicis : un roboticien avec qui Baley a parlé pour se rendre à Amadiro.
- Rutilan Horder : président de la législature d'Aurora.

## Autres supports
- Les Robots de l'Aube a fait l'objet d'une adaptation en fiction interactive en 1984 ; le jeu fut créé par Jon Leupp, développé par Epyx, Inc. et sortit sur Apple II et Commodore 64[1].